# Madison County (Ohio)
Madison County ist ein County im Bundesstaat Ohio der Vereinigten Staaten. Der Verwaltungssitz (County Seat) ist London.

## Geographie
Das County liegt etwas südwestlich des geographischen Zentrums von Ohio und hat eine Fläche von 1207 Quadratkilometern, wovon zwei Quadratkilometer Wasserfläche sind. Es grenzt im Uhrzeigersinn an folgende Countys: Union County, Franklin County, Pickaway County, Fayette County, Greene County, Clark County und Champaign County.

## Geschichte
Madison County wurde am 16. Februar 1810 aus Teilen des Franklin County gebildet. Benannt wurde es nach James Madison, dem vierten Präsident der Vereinigten Staaten und die Person, die den Briten den Krieg erklärte, worauf es zum Britisch-Amerikanischen Krieg von 1812 bis 1814 kam.
Elf Bauwerke und Stätten des Countys sind im National Register of Historic Places eingetragen (Stand 11. Mai 2018).

## Demografische Daten

Alterspyramide des Madison County

Nach der Volkszählung im Jahr 2000 lebten im Madison County 40.213 Menschen in 13.672 Haushalten und 10.035 Familien. Die Bevölkerungsdichte betrug 33 Einwohner pro Quadratkilometer. Ethnisch betrachtet setzte sich die Bevölkerung zusammen aus 91,75 Prozent Weißen, 6,24 Prozent Afroamerikanern, 0,20 Prozent amerikanischen Ureinwohnern, 0,44 Prozent Asiaten, 0,01 Prozent Bewohnern aus dem pazifischen Inselraum und 0,35 Prozent aus anderen ethnischen Gruppen; 1,01 Prozent stammten von zwei oder mehr Ethnien ab. 0,73 Prozent der Bevölkerung waren spanischer oder lateinamerikanischer Abstammung.
Von den 13.672 Haushalten hatten 35,2 Prozent Kinder und Jugendliche unter 18 Jahre, die bei ihnen lebten. 59,2 Prozent waren verheiratete, zusammenlebende Paare, 9,9 Prozent waren allein erziehende Mütter, 26,6 Prozent waren keine Familien, 22,3 Prozent waren Singlehaushalte und in 9,5 Prozent lebten Menschen im Alter von 65 Jahren oder darüber. Die Durchschnittshaushaltsgröße betrug 2,62 und die durchschnittliche Familiengröße lag bei 3,06 Personen.
Auf das gesamte County bezogen setzte sich die Bevölkerung zusammen aus 24,7 Prozent Einwohnern unter 18 Jahren, 9,1 Prozent zwischen 18 und 24 Jahren, 32,8 Prozent zwischen 25 und 44 Jahren, 22,6 Prozent zwischen 45 und 64 Jahren und 10,9 Prozent waren 65 Jahre alt oder darüber. Das Durchschnittsalter betrug 36 Jahre. Auf 100 weibliche Personen kamen 117,0 männliche Personen. Auf 100 Frauen im Alter von 18 Jahren oder darüber kamen statistisch 121,3 Männer.
Das jährliche Durchschnittseinkommen eines Haushalts betrug 44.212 USD, das Durchschnittseinkommen der Familien betrug 50.520 USD. Männer hatten ein Durchschnittseinkommen von 35.251 USD, Frauen 26.119 USD. Das Prokopfeinkommen betrug 18.721 USD. 6,2 Prozent der Familien und 7,8 Prozent der Bevölkerung lebten unterhalb der Armutsgrenze. Davon waren 10,5 Prozent Kinder oder Jugendliche unter 18 Jahre und 8,7 Prozent waren Menschen über 65 Jahre.